# Vetenskapsåret 1967

## Händelser

### Astronomiochrymdfart
- 27 januari - Apollo 1 börjar brinna på startplattan, tre astronauter omkommer.
- 24 april - den sovjetiske kosmonauten Vladimir Komarov omkommer när Sojuz 1 kraschar.
- 9 november - Den första testflygningen av en Saturn V-raket genomförs.
- Okänt datum - Astronomer finner för första gången strålningskällan till ett svart hål [1].

### Fysik
- Okänt datum -  Den första fysikolympiaden arrangeras i Warszawa i Polen.

### Matematik
- Okänt datum - Errett Bishop publiceras Foundations of Constructive Analysis.[2]

### Teknik
- 13 februari - Amerikanska forskare upptäcker Madrid Codices av Leonardo da Vinci på Spaniens nationalbibliotek.[3]
- Okänt datum - NSU Ro 80, världens första serietillverkade bil med wankelmotor, lanseras.

## Pristagare
- Bigsbymedaljen: Frank Harold Trevor Rhodes [4]
- Copleymedaljen: Bernard Katz
- Davymedaljen: Vladimir Prelog
- Ingenjörsvetenskapsakademien utdelar Stora guldmedaljen till Gunnar Sundblad
- Nobelpriset: [5]
  - Fysik: Hans Bethe
  - Kemi: Manfred Eigen, Ronald Norrish, George Porter
  - Fysiologi/medicin: Ragnar Granit, Haldan Keffer Hartline, George Wald
- Sylvestermedaljen: Harold Davenport
- Turingpriset: Maurice Wilkes
- Wollastonmedaljen: Edward Crisp Bullard [6]

## Födda
- 24 februari – Brian Schmidt, australisk-amerikansk astrofysiker, nobelpristagare.

## Avlidna
- 27 januari
  - Edward White, amerikansk astronaut.
  - Roger Chaffee, amerikansk astronaut.
  - Virgil Grissom, amerikansk astronaut.
- 18 februari – Robert Oppenheimer, amerikansk teoretisk fysiker.

### Fotnoter
1. ↑  Så funkar rymden, Stuart Atkinson, 1990
2. ↑  Crilly, Tony (2007). 50 Mathematical Ideas you really need to know. London: Quercus. sid. 69. ISBN 978-1-84724-008-8
3. ↑  The Controversial Replica of Leonardo da Vinci's Adding Machine Arkiverad 29 maj 2011 hämtat från the Wayback Machine.
4. ↑  ”Geological Society”. Arkiverad från originalet den 5 juni 2011. https://web.archive.org/web/20110605101836/http://www.geolsoc.org.uk/gsl/society/history/page753.html. Läst 13 april 2011.
5. ↑  ”Nobelpriset”. http://nobelprize.org/nobel_prizes/lists/all/index.html. Läst 10 april 2011.
6. ↑  ”Geological Society”. Arkiverad från originalet den 5 juni 2011. https://web.archive.org/web/20110605102217/http://www.geolsoc.org.uk/gsl/society/history/page750.html. Läst 14 april 2011.